# A Girl Like You
«A Girl Like You» es una canción del cantautor escocés Edwyn Collins de su álbum Gorgeous George. El sample de la pista de la batería es de la canción de 1965 "1-2-3", de Len Barry.
La canción ha sido usada en varias bandas sonoras de películas (Empire Records y Los ángeles de Charlie: Al límite), así como en series de televisión (Cleopatra 2525 y Spin City. También aparece una versión en el juego Alvin and the Chipmunks.

## Vídeos musicales
Existen dos versiones diferentes del vídeo:
- El vídeo de Estados Unidos fue un homenaje vanguardista a sus letras (por ejemplo, cuando Collins canta "me hiciste consciente del diablo en mí", aparece un dibujo de la cara del demonio superpuesta en la cara de Collins).
- El vídeo internacional muestra a Collins cantando y siluetas de bailarines.

## Lista de canciones
Sencillo en CD
1. «A Girl Like You» — 3:59
2. «A Girl Like You» (Macramé remix by Youth) — 5:42

Francia sencillo en CD
1. «A Girl Like You» — 3:59
2. «Out Of This World» (Remixé par St-Etienne) — 4:58

CD maxisencillo
1. «A Girl Like You»
2. «Don't Shilly Shally»
3. «Something's Brewing»
4. «Bring It on Back»

CD maxisencillo
1. «A Girl Like You»
2. «If You Could Love Me» (versión acústica)
3. «Don't Shilly Shally» (spotter's 86 demo versión)
4. «You're on Your Own»

## Posicionamiento en listas
| Listas (1995)                     | Mejor posición |
| --------------------------------- | -------------- |
| Australian ARIA Singles Chart     | 6              |
| Austrian Singles Chart            | 7              |
| Belgian (Flanders) Singles Chart  | 1              |
| Belgian (Wallonia) Singles Chart  | 5              |
| Canadian RPM Top Singles          | 16             |
| Dutch Mega Top 100                | 18             |
| Finnish Singles Chart             | 11             |
| French SNEP Singles Chart         | 4              |
| German Singles Chart              | 3              |
| Irish IRMA Singles Chart          | 8              |
| New Zealand RIANZ Singles Chart   | 36             |
| Norwegian Singles Chart           | 7              |
| Swedish Singles Chart             | 4              |
| Swiss Singles Chart               | 9              |
| UK Singles Chart                  | 4              |
| U.S. Billboard Hot 100            | 32             |
| U.S. Billboard Modern Rock Tracks | 7              |
| U.S. Billboard Top 40 Mainstream  | 32             |